# Assango
Assango é uma vila e comuna angolana que se localiza na província de Cuanza Sul, pertencente ao município de Amboim.